# Eamont (Fluss)
Der Eamont [ɘmon:] ist ein Fluss in Cumbria, England und einer der wichtigsten Nebenflüsse des Eden.
Der Fluss wird vom Ablauf des Sees Ullswater im Lake District gebildet, fließt nach dem Zufluss des Dacre Beck ziemlich genau in östliche Richtung, wird dann von dem von Süden kommenden wichtigsten eigenen Zufluss Lowther gespeist, der das Wasser des Wet Sleddale Reservoirs mit sich führt. Der Eamont durchfließt zunächst Penrith, bevor er etwa 4,8 km östlich davon den Fluss Eden erreicht, in den er mündet.